# Gary Gullock
Gary Gullock, né le 3 janvier 1958, est un rameur d'aviron australien. 

## Carrière
Gary Gullock participe aux Jeux olympiques de 1984 à Los Angeles et remporte la médaille d'argent avec le quatre de couple australien composé de Paul Reedy, Timothy McLaren et Anthony Lovrich.